# Live in London (album, Judas Priest)
Live in London je záznam koncertu metalové kapely Judas Priest.

## Seznam skladeb

### CD - 1
1. "Metal Gods"
2. "Heading Out To The Highway" (bonus track)
3. "Grinder" (bonus track)
4. "Touch Of Evil"
5. "Blood Stained"
6. "Victim Of Changes"
7. "The Sentinel" (bonus track)
8. "One On One"
9. "Running Wild"
10. "Ripper"
11. "Diamonds and Rust" (Joan Baez cover)
12. "Feed On Me"
13. "The Green Manalishi" (Fleetwood Mac cover; bonus track)

### CD - 2
1. "Beyond The Realms Of Death" (bonus track)
2. "Burn In Hell"
3. "Hell Is Home"
4. "Breaking the Law"
5. "Desert Plains"
6. "You've Got Another Thing Coming" (bonus track)
7. "Turbo Lover"
8. "Painkiller"
9. "Hellion/Electric Eye" (bonus track)
10. "United"
11. "Living After Midnight"
12. "Hell Bent for Leather"

+ Nenachází se na DVD

## Sestava
- Tim 'Ripper' Owens – zpěv
- K.K. Downing – kytara
- Glenn Tipton – kytara
- Ian Hill – baskytara
- Scott Travis – bicí